# Аре (Ардени)
Аре (фр. Arreux) насеље је и општина у североисточној Француској у региону Шампања-Ардени, у департману Ардени која припада префектури Шарлвил Мезјер.
По подацима из 2011. године у општини је живело 355 становника, а густина насељености је износила 83,92 становника/km². Општина се простире на површини од 4,23 km². Налази се на средњој надморској висини од 246 метара.

## Демографија
| 1962. | 1968. | 1975. | 1982. | 1990. | 1999. | 2011. |
| ----- | ----- | ----- | ----- | ----- | ----- | ----- |
| 193   | 199   | 195   | 256   | 297   | 320   | 355   |

График промене броја становника у току последњих година